# Silene balcanica
Silene balcanica är en nejlikväxtart. Silene balcanica ingår i släktet glimmar, och familjen nejlikväxter.

## Underarter
Arten delas in i följande underarter:
- S. b. balcanica
- S. b. uichellii